# Tillandsia paraensis
Tillandsia paraensis là một loài thuộc chi Tillandsia. Đây là loài bản địa của Bolivia, Brasil và Venezuela.